# Општина Шоимуш (Хунедоара)
Шоимуш (рум. Şoimuş) општина је у Румунији у округу Хунедоара.
Oпштина се налази на надморској висини од 221 m.